# Biatoridium delitescens
Biatoridium delitescens är en lavart som först beskrevs av Johann Franz Xaver Arnold, och fick sitt nu gällande namn av Hafellner. Biatoridium delitescens ingår i släktet Biatoridium, klassen Lecanoromycetes, divisionen sporsäcksvampar och riket svampar.  Arten är reproducerande i Sverige. Inga underarter finns listade i Catalogue of Life.